# Pauline Musters
Pauline Musters (Ossendrecht, Países Bajos, 26 de febrero de 1876-Nueva York,1 de marzo de 1895) fue una artista de circo afectada de enanismo hipofisario o proporcionado, reconocida por el Libro Guinness de los Records, como la mujer más baja del mundo, al medir 59 cm (2 ft.) afectada de enanismo hipofisario o proporcionado. 

## Trayectoria
Nació midiendo tan solo 30 cm, por lo que sus padres empezaron a exhibirla ya desde bebé. A medida que se iba haciendo mayor demostró inteligencia y talento, por lo que se le enseñó y además de exhibirla luego realizaba acrobacias y bailaba en teatros y espectáculos de rarezas durante giras por Bélgica, Alemania, Francia y Gran Bretaña. 
Tuvo muchos nombres artísticos hasta adoptar finalmente el de "Princesa Pauline" apareciendo como tal con elegantes vestidos hechos a medida. Finalmente fue invitada a actuar en Estados Unidos en 1894. Debutó en el Proctor's Theatre de Nueva York la víspera de Año Nuevo ante un público asombrado con la gracia y encanto de la diminuta damita, convirtiéndose rápidamente en un éxito rotundo pero por desgracia breve. 
Al poco, la joven contrajo neumonía agravada con meningitis y murió el 1 de marzo de 1895 en Nueva York, a la edad de 19 años, habiendo crecido nada más que hasta los 61 cm al momento del fallecimiento.